# Ancienne église de Kempele
L’ancienne église de Kempele (finnois : Kempeleen vanha kirkko) est une église luthérienne située à Kempele en Finlande,.

## Description
Le concepteur et directeur des travaux est Matti Härmä. 
Mikael Toppelius a peint en 1785–1786 et en 1795 les murs, les plafonds et les personnages de la chaire.
Le premier clocher tombant en ruine, le nouveau clocher est construit en 1769.

## Peintures de Mikael Toppelius

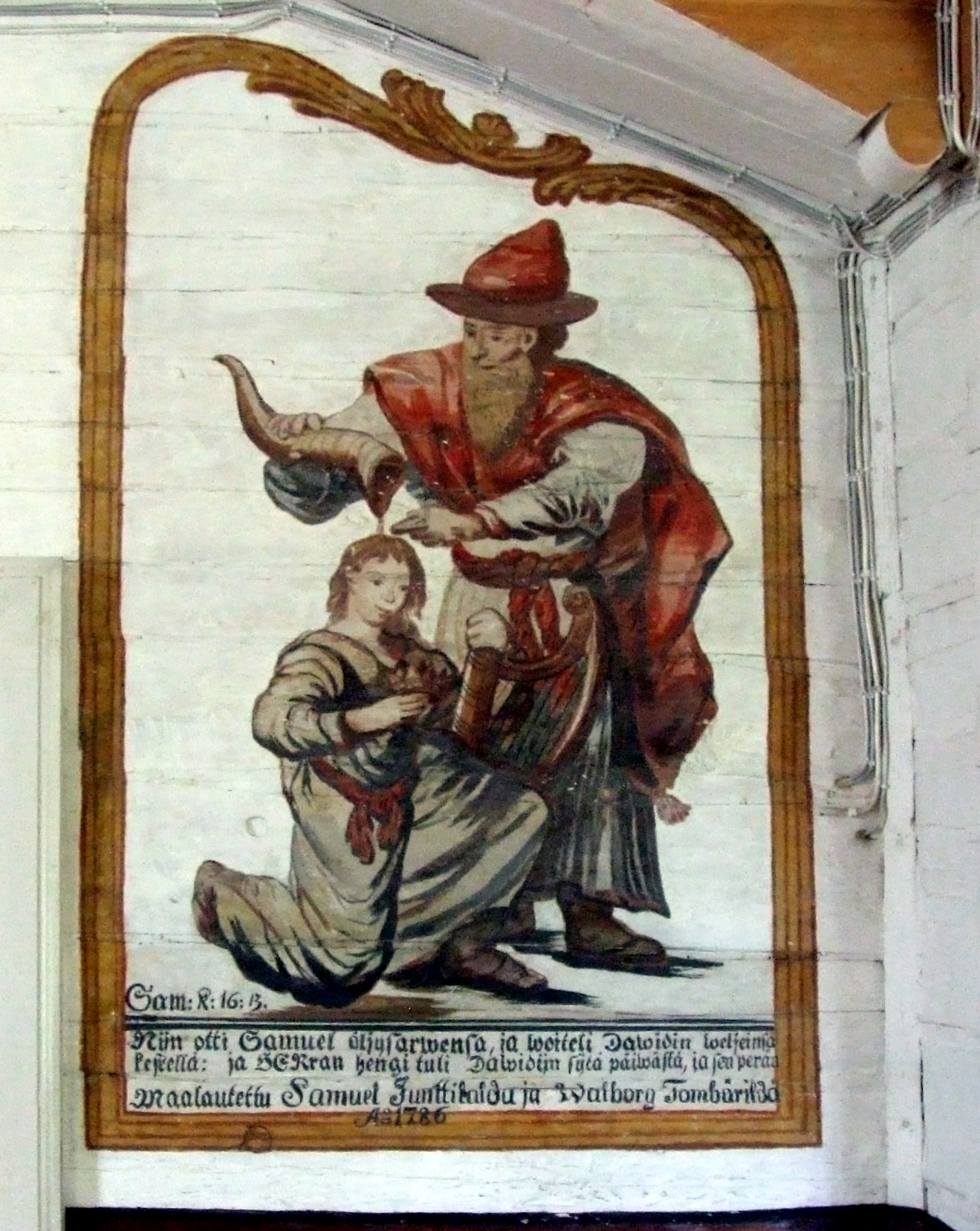
Samuel oint David.
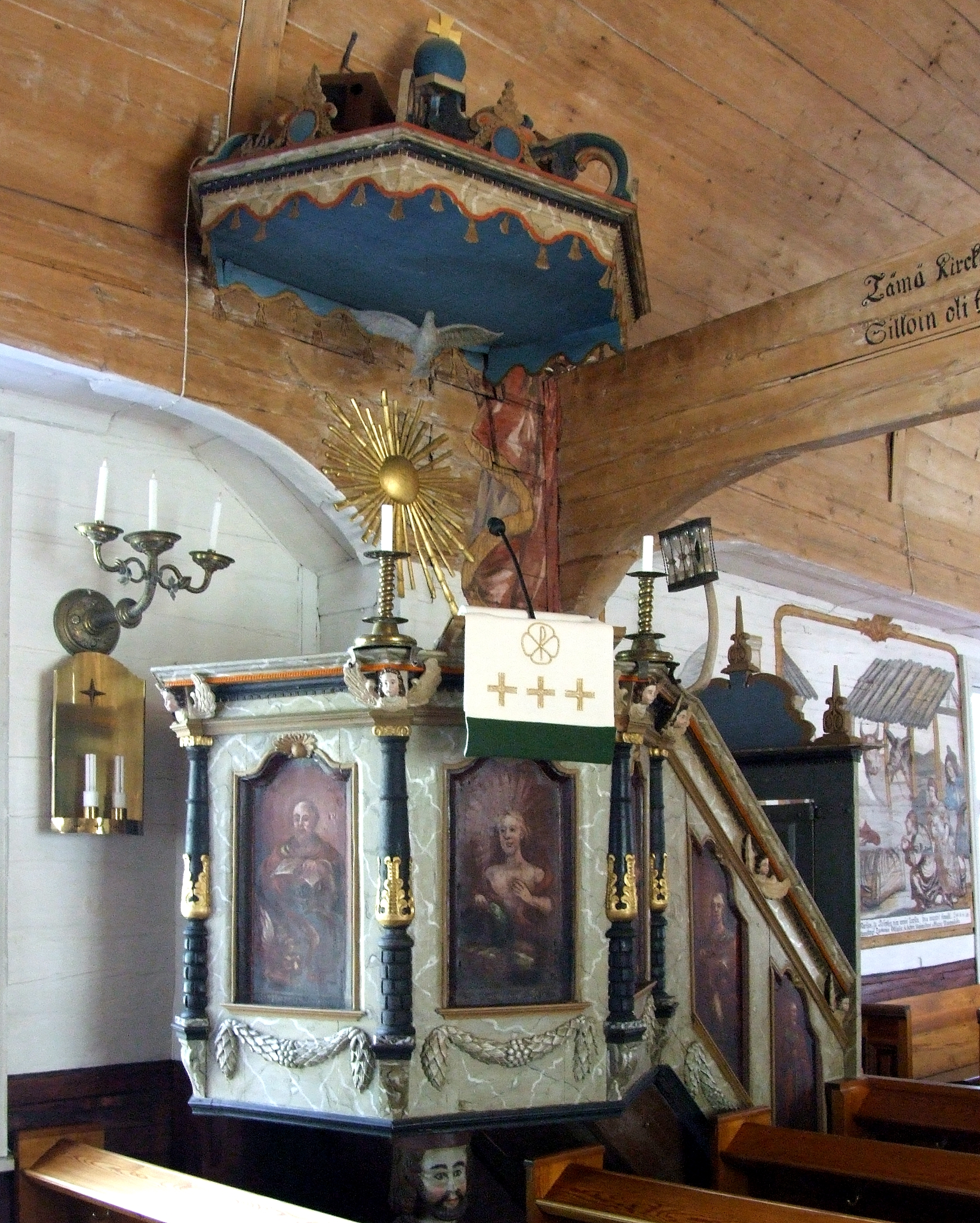
La chaire de l'église.
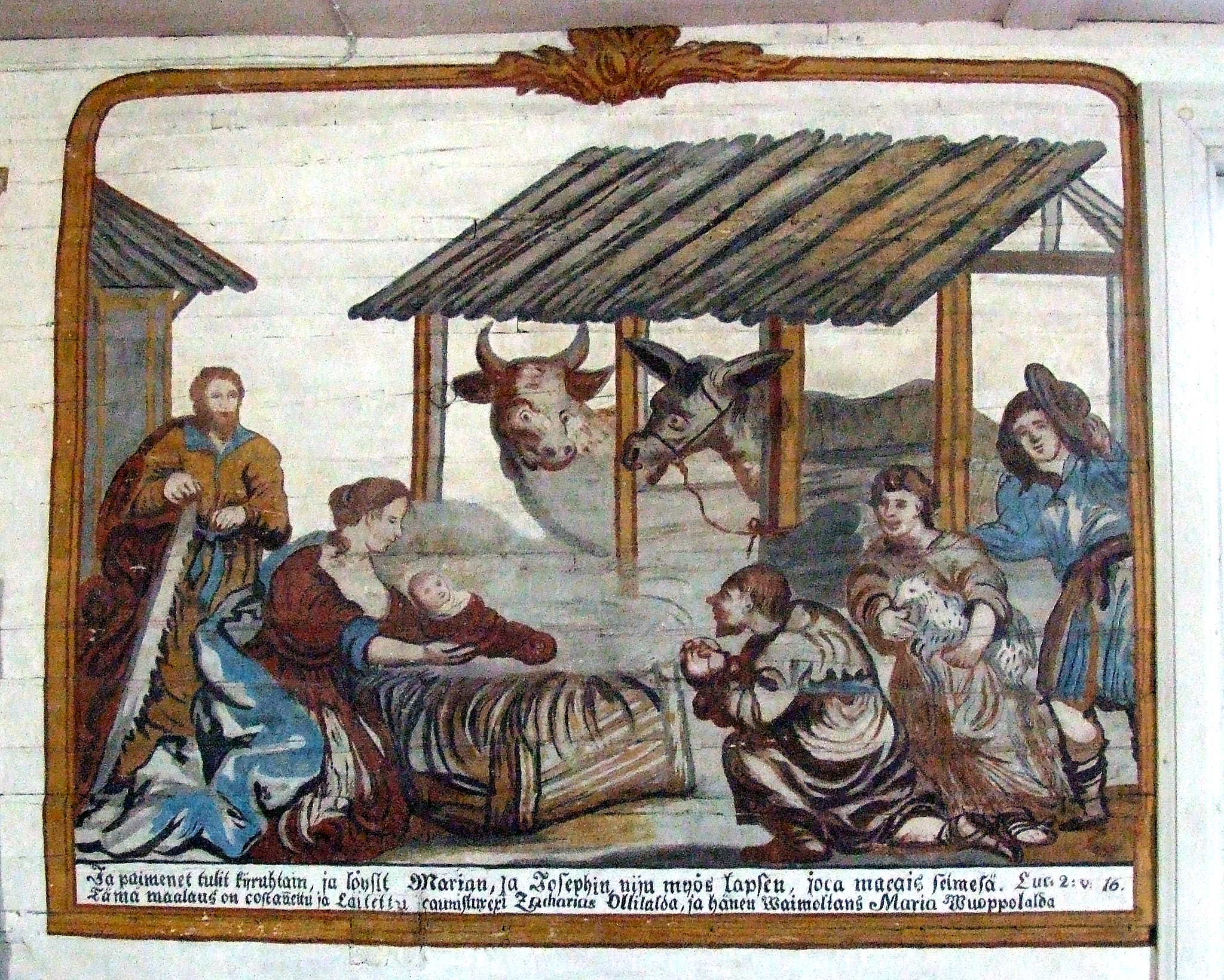
Les bergers se prosternent devant l'enfant Jésus
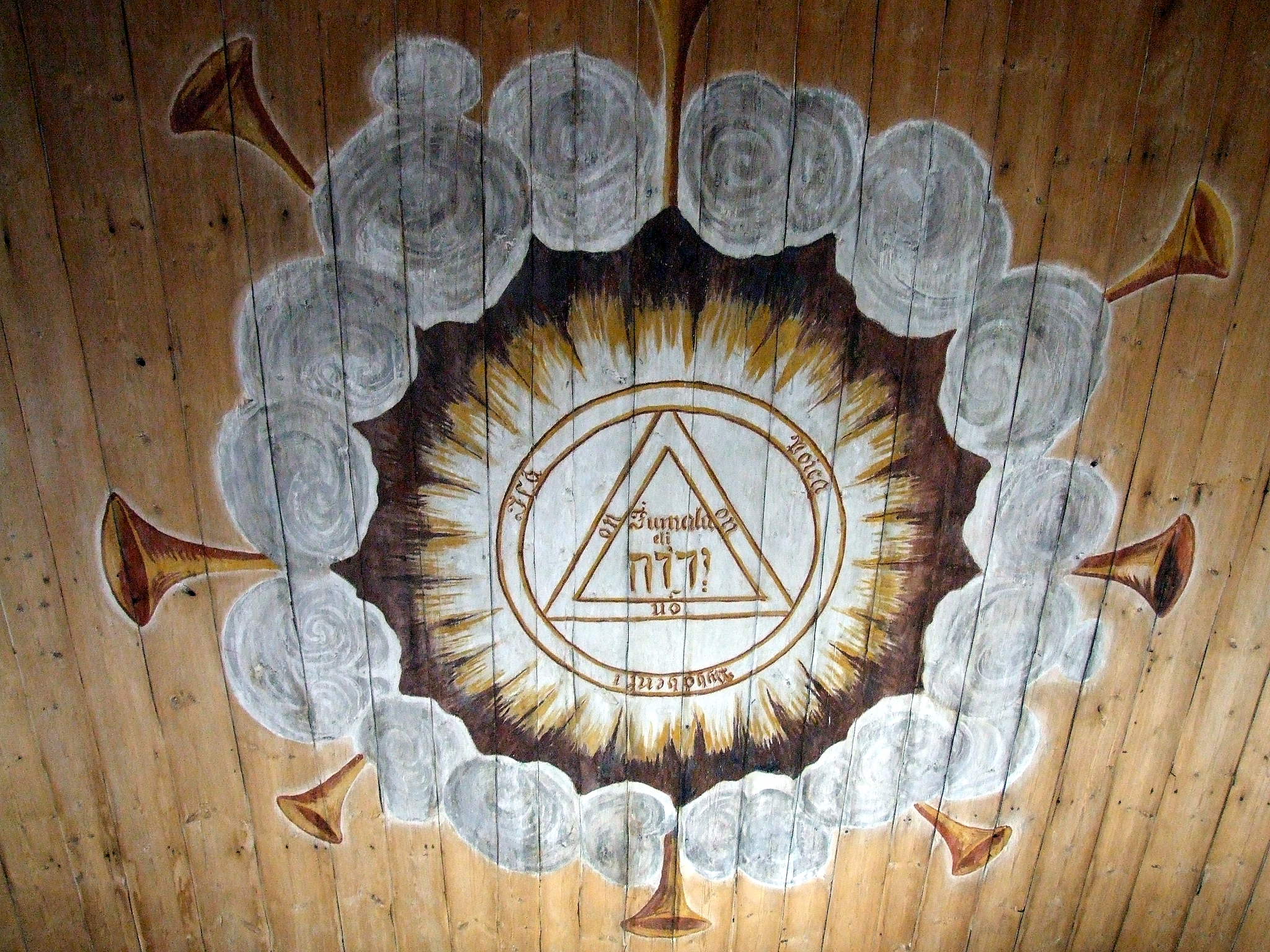
La trinité.